# شهرستان کشا
شهرستان کشا (به لاتین: Kesha Township) یک شهرک در جمهوری خلق چین است که در Yongshun County واقع شده‌است. شهرستان کشا ۷۷٫۶۷ کیلومتر مربع مساحت و ۴٬۰۵۲ نفر جمعیت دارد و ۳۲۸ متر بالاتر از سطح دریا واقع شده‌است.